# Soulier d'or belge 1960
Le Soulier d'or 1960 est un trophée individuel, récompensant le meilleur joueur du championnat de Belgique sur l'ensemble de l'année 1960. Ceci comprend donc à deux demi-saisons, la fin de la saison 1959-1960, de janvier à juin, et le début de la saison 1960-1961, de juillet à décembre.

## Lauréat
Il s'agit de la septième édition du trophée, remporté par le jeune attaquant du RSC Anderlecht Paul Van Himst. À seulement 17 ans, il est le plus jeune lauréat du trophée. Malgré un total de points peu élevé (seulement 100 points), son dauphin, le milieu congolais du Standard de Liège Paul Bonga Bonga, n'en obtient pas la moitié (49). Ce dernier est le premier joueur non-belge à faire son apparition dans le top-5 du classement final, la République démocratique du Congo ayant obtenu son indépendance le 30 juin 1960.
Comme Olieslagers l'année précédente, Van Himst n'est pas international lorsqu'il décroche le trophée, mais il le deviendra quelques mois plus tard.

## Top 5
| Place | Joueur           | Nationalité | Club(s)           | Points |
| ----- | ---------------- | ----------- | ----------------- | ------ |
| 1.    | Paul Van Himst   |             | RSC Anderlecht    | 100    |
| 2.    | Paul Bonga Bonga |             | Standard de Liège | 49     |
| 3.    | Éric Lambert     |             | La Gantoise       | 45     |
| 4.    | Jef Jurion       |             | RSC Anderlecht    | 40     |
| 5.    | Émile Lejeune    |             | RFC Liège         | 30     |